# 58-я пехотная дивизия (вермахт)
58-я пехотная дивизия(нем. 58. Infanterie-Division) — тактическое соединение сухопутных войск вооружённых сил нацистской Германии периода Второй мировой войны.
Сформирована к 26 августа 1939 года в X военном округе в районе Люнебурга.

## История
Первоначально сформирована из резервистов и ветеранов, отправлена для оборонительных целей к границе с Францией перед началом Второй мировой войны. В то время как основные свежие силы дивизии проходили обучение в районе Люнебурга.
Летом 1940 года в составе 18-й армии дивизия участвовала во Французской кампании.
Перед вторжением в СССР базировалась в Восточной Пруссии в составе 38-го армейского корпуса. С боями дошла до Ленинграда и была расквартирована в Павловске. Командующим дивизии в то время был генерал Альтрихтер.
В марте 1942 года участвовала в Любанской операции.
Июль 1944 — битва под Нарвой.
С октября 1944 по январь 1945 года дивизия участвовала в обороне Мемеля. После штурма Мемеля частями Красной Армии дивизия была эвакуирована на Куршскую косу и по ней отошла на Земландский полуостров.
Военнослужащие 58-й пехотной дивизии были среди пленных группы армий «Север», взятых в Курляндском котле
К февралю 1945 года части дивизии прижаты к Балтийскому морю на Земландском полуострове. Дивизия уничтожена и расформирована в Восточной Пруссии в апреле 1945.

## Организация
1939-1943:
- 154-й пехотный полк (Infanterie-Regiment 154)
- 209-й пехотный полк (Infanterie-Regiment 209)
- 220-й пехотный полк (Infanterie-Regiment 220)
- 158-й артиллерийский полк (Artillerie-Regiment 158)
- 158-й сапёрный батальон (Pionier-Bataillon 158)
- 158-й дивизион ПТО (Panzerabwehr-Abteilung 158)
- 158-й разведывательный батальон (Aufklärungs-Abteilung 158)
- 158-й запасной батальон (Feldersatz-Bataillon 158)
- 158-й батальон связи (Nachrichten-Abteilung 158)
- части снабжения

1943-1945:
- 154-й пехотный полк (Grenadier-Regiment 154)
- 209-й пехотный полк (Grenadier-Regiment 209)
- 158-й артиллерийский полк
- 158-й сапёрный батальон
- 158-й противотанковый дивизион (Panzerjäger-Abteilung 158)
- 58-й фузилёрский батальон (Füsilier-Bataillon 58)
- 158-й запасной батальон
- 158-й батальон связи
- части снабжения

## Командующие
- 1 сентября 1939 — 3 сентября 1940 — генерал-лейтенант Иван Хойнерт (нем. Iwan Heunert)
- 4 сентября 1940 — 1 апреля 1941 — генерал-лейтенант Фридрих Альтрихтер (нем. Friedrich Altrichter)
- 2 апреля 1941 — 30 апреля 1943 — генерал-лейтенант Карл фон Графен (нем. Karl von Graffen)
- 1 мая 1943 — 6 июня 1943 — генерал артиллерии Вильгельм Берлин (нем. Wilhelm Berlin)
- 7 июня 1943 — апрель 1945 — генерал артиллерии Курт Зиверт (нем. Curt Siewert)